# Orgel van de Sint-Jacobikerk (Stralsund)

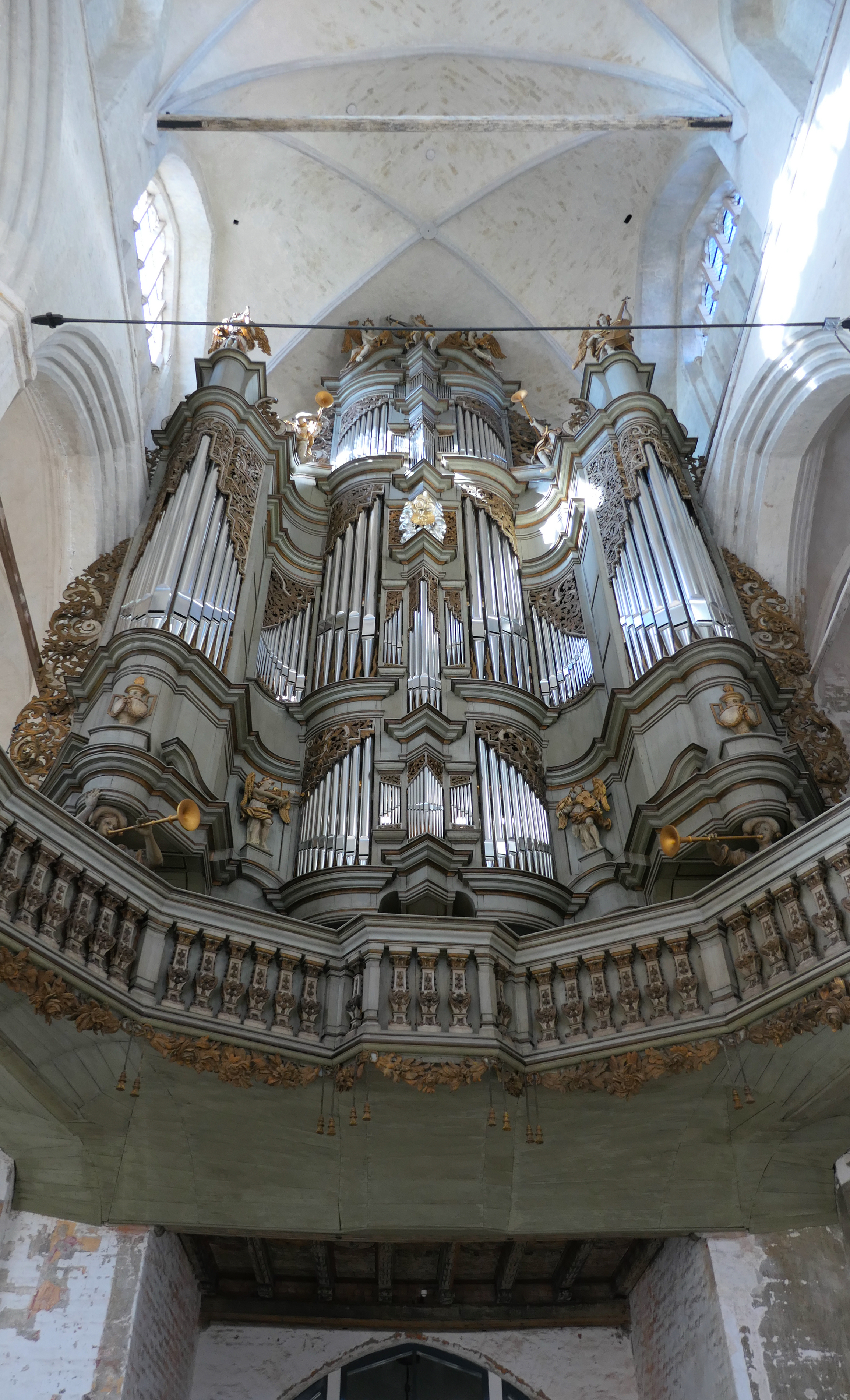
Orgel Jacobikerk Stralsund
(2020)

Het orgel in de Jacobikerk te Stralsund werd van 1732 tot 1741 gebouwd door Christian Gottlieb Richter (43/IIIP). Van 1870 tot 1877 bouwde Friedrich Albert Mehmel een romantisch instrument achter Richters barokke front (69/IVP). Gedurende de Tweede Wereldoorlog raakte dit instrument in verval. In 2017 werd besloten om het Mehmel-orgel niet te reconstrueren, maar achter het front een nieuw orgel te bouwen, in de stijl van Richter. Dit gebeurde in 2019/20 door de firma Wegscheider (51/IIIP).

## Het orgel van C.G.Richter
In 1732 stemde het stadsbestuur van Stralsund in met het voorstel van de geestelijken van de Jacobikerk om het 16e-eeuwse orgel („ein altes zerstücktes und zerpflücktes Werck [daß] nichts nutze”) af te danken, en aan Christian Gottlieb Richter uit Stettin de opdracht te geven een nieuw orgel te bouwen. De geestelijkheid wilde dat het geplaatst werd op een balustrade aan de zuidkant van de kerk. Naderhand besloot het stadsbestuur echter dat het orgel boven het westelijke portaal van de kerk moest worden gezet. Dit stelde Richter voor problemen: hij moest zijn ontwerp aanpassen en een aanzienlijk groter en ingewikkelder instrument afleveren. 
Negen jaar bouwde hij aan het orgel. Toen het in 1741 werd opgeleverd, in een imposante kast met snijwerk van Michael Möller, oordeelden de organisten van de Jacobikerk dat het „ein gutes werck” was.
Het instrument beschikte over de volgende registers:
| I Unterwerk CD–c3 |       |
| Prinzipal         | 08′   |
| Gedackt           | 08′   |
| Octave            | 04′   |
| Gedackt           | 04′   |
| Flöte Travers     | 04′   |
| Super Octave      | 02′   |
| Quinta            | 01⁄2′ |
| Cimbel Mixtur     | 0III  |

| II Hauptwerk CD–c3 |      |
| Prinzipal          | 16′  |
| Quintadena         | 16′  |
| Octave             | 08′  |
| Gedackt            | 08′  |
| Spielflöte         | 08′  |
| Octave             | 04′  |
| Gedackt            | 04′  |
| Quinta             | 03′  |
| Octave             | 02′  |
| Mixtur             | 0VI  |
| Tertian in duplo   | 0II  |
| Trumpete           | 016′ |
| Vox Humana         | 08′  |
| Cimbelstern        |      |
| Tremulant          |      |

| III Oberwerk CD–c3  |     |
| Quintadena          | 16′ |
| Gemshorn            | 16′ |
| Prinzipal           | 08′ |
| Gedackt             | 08′ |
| Octave              | 04′ |
| Quinta              | 03′ |
| Superoctave         | 02′ |
| Mixtur              | 0v  |
| 6 Quialter in duplo | 0II |
| Trumpete            | 08′ |

| Pedal CD–d1    |      |
| Groß Untersatz | 32′  |
| Prinzipal      | 16′  |
| Subbass        | 16′  |
| Octave         | 08′  |
| Gedackt        | 08′  |
| Octave         | 04′  |
| Offene Flöte   | 04′  |
| Posaune        | 016′ |
| Fagot          | 016′ |
| Trumpete       | 08′  |
| Schalmey       | 04′  |

Tien jaar na de oplevering, in 1751, functioneerde het instrument zo slecht, dat windladen, windvoorziening, mechaniek en verschillende pijpen moesten worden vervangen of aangepast. Dit werd uitgevoerd door Christoph Julius Bünting. Twaalf jaar later bleek dat deze aanpassingen niet afdoende waren; onder meer dreigden frontpijpen uit het orgel te vallen.

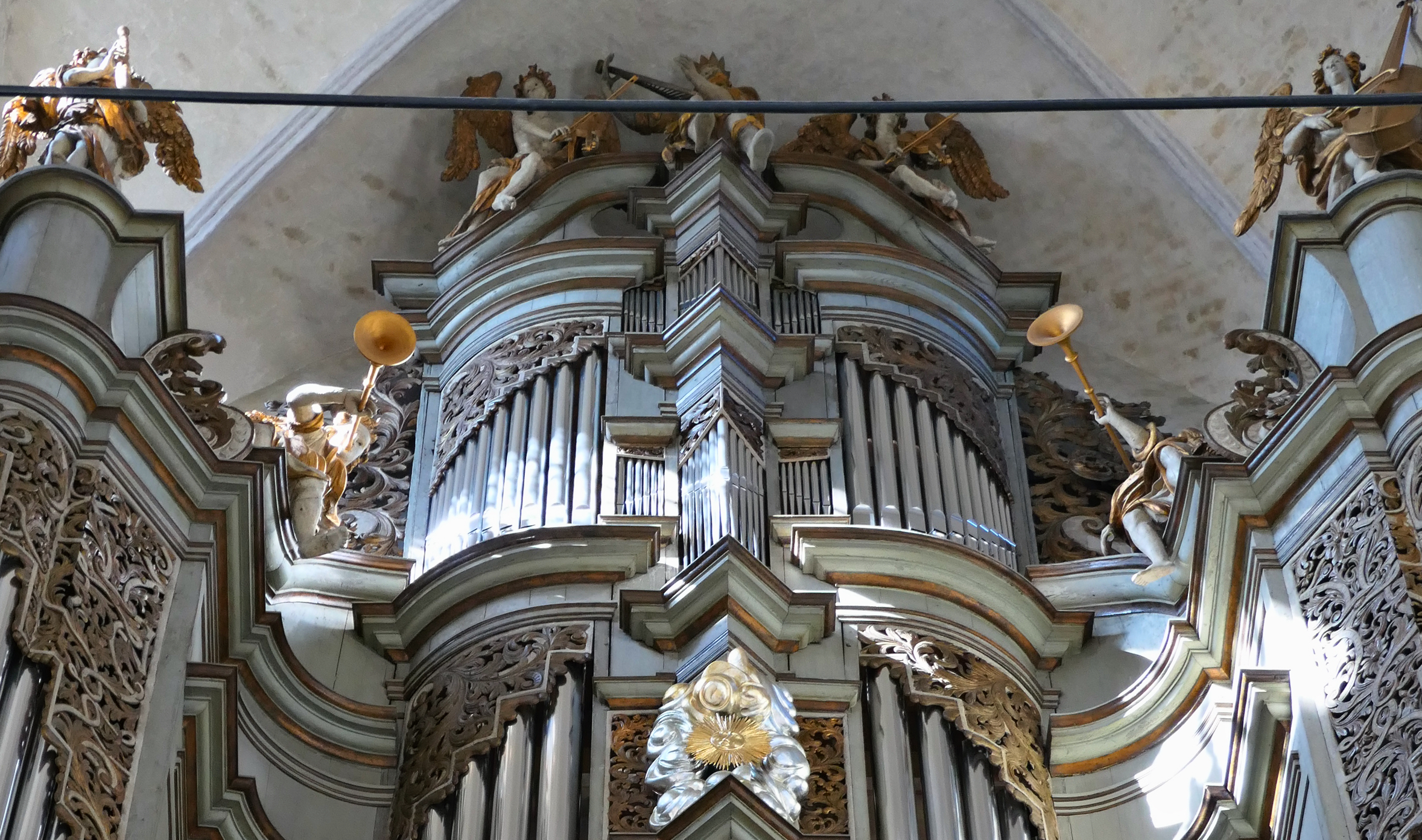
Oberwerk

In 1778 kreeg de berlijnse orgelmaker Ernst Julius Marx de opdracht het Jacobiorgel te verbeteren en waar nodig te vernieuwen. Hiervoor bracht hij maarliefst 2800 Reichstaler in rekening, terwijl de bouw 2592 Taler had gekost. In 1783 werd het werk, dat Marx als ‘nieuwbouw’ omschreef, door een organist uit Wismar en twee uit Stralsund goedgekeurd. Uit de bijzonder vleiende toon van hun rapport is op te maken dat Marx de keurmeesters waarschijnlijk heeft omgekocht. 
In 1829 repareerde de berlijnse orgelmaker Carl August Buchholz het Jacobiorgel.

## Het orgel van F.A. Mehmel
In 1870 besloot het stadsbestuur van Stralsund een nieuw orgel in de Jacobikerk te laten bouwen, omdat het bestaande niet meer naar behoren functioneerde. De opdracht hiervoor werd verstrekt aan de stralsunder orgelmaker Friedrich Albert Mehmel. Omdat Mehmel achter het front van 1741 een modern orgel wilde maken, stelde dit hem voor veel problemen. Pas in 1877 leverde hij het instrument op. Het had een mechanische tractuur, barkerhefbomen, vier klavieren, 69 registers, en speelde op zeer lage winddruk (Pedal 36°, Hauptwerk 34°, Nevenwerken 31°, Fernwerk 27°). 
De berlijnse organist Otto Wangemann prees het uitvoerig in zijn keuringsrapport :
„De intonatie van het pijpwerk is voortreffelijk, de klankkleuren zijn goed gelukt… De opbouw en dispositie van de stemmen is voortreffelijk, de indeling is doeltreffend… Wat betreft welluidendheid en rijkdom aan klankkleuren behoort dit orgel tot de mooiste die ik tot nu toe leerde kennen… Het verheugt mij te kunnen meedelen dat het bovenstaande orgel tot de fraaiste kunstwerken van Duitsland kan worden gerekend.”
Het orgel beschikte over de volgende registers :
| I Unterwerk C–f3 |         |
| 1e Afdeling      |         |
| Principal        | 016′    |
| Quintatön        | 016′    |
| Principal        | 08′     |
| Salicional       | 08′     |
| Dolce            | 08′     |
| Portunal         | 08′     |
| Rohrflöte        | 08′     |
| Rohrflöte        | 04′     |
| Fugara           | 04′     |
| Clarinetto       | 08′     |
|                  |         |
| 2e Afdeling      |         |
| Octave           | 04′     |
| Quinte           | 02⁄3′   |
| Octave           | 02′     |
| Cornett          | 0III–IV |
| Mixtur           | 0V      |

| II Hauptwerk C–f3 |        |
| 1e Afdeling       |        |
| Principal         | 016′   |
| Principal         | 08′    |
| Oktave            | 04′    |
| Quinte            | 02⁄3′  |
| Octave            | 02′    |
| Cornett           | 0IV    |
| Mixtur            | 0IV–V  |
| Cymbel            | 0III   |
| Trompete          | 08′    |
|                   |        |
| 2e Afdeling       |        |
| Bordun            | 032′   |
| Bordun            | 016′   |
| Gemshorn          | 08′    |
| Viola di Gamba    | 08′    |
| Hohlflöte         | 08′    |
| Gedackt           | 08′    |
| Quinte            | 051⁄3′ |
| Gemshorn          | 04′    |
| Hohlflöte         | 04′    |
| Fagott            | 016′   |

| III Oberwerk C–f3    |       |
| Gedackt              | 016′  |
| Geigenprincipal      | 08′   |
| Terpodeon            | 08′   |
| Vox Celeste          | 08′   |
| Flauto Traverso      | 08′   |
| Gedackt              | 08′   |
| Principal            | 04′   |
| Flauto Traverso      | 04′   |
| Quintflöte           | 02⁄3′ |
| Flautino             | 02′   |
| Progressiv-Harmonika | 0II–V |
| Hautbois             | 08′   |

| IV Fernwerk (schwellbar) C–f3 |        |
| Lieblich Gedackt              | 016′   |
| Viol d’Amour                  | 08′    |
| Harmonika                     | 08′    |
| Lieblich Gedackt              | 08′    |
| Viol d’Amour                  | 04′    |
| Harmonika Aetheria            | 0I–III |
| Aeoline                       | 016′   |

| Pedal C–d1  |         |
| 1e Afdeling |         |
| Principal   | 032′    |
| Principal   | 016′    |
| Posaune     | 032′    |
| Posaune     | 016′    |
|             |         |
| 2e Afdeling |         |
| Violon      | 016′    |
| Subbass     | 016′    |
| Octavenbass | 08′     |
| Violoncello | 08′     |
| Flötenbass  | 08′     |
| Octave      | 04′     |
| Dulcian     | 016′    |
|             |         |
| 3e Afdeling |         |
| Quintenbass | 0102⁄3′ |
| Quintflöte  | 051⁄3′  |
| Waldflöte   | 02′     |
| Trompete    | 08′     |
| Clairon     | 04′     |

Diverse koppels

Sperventielen

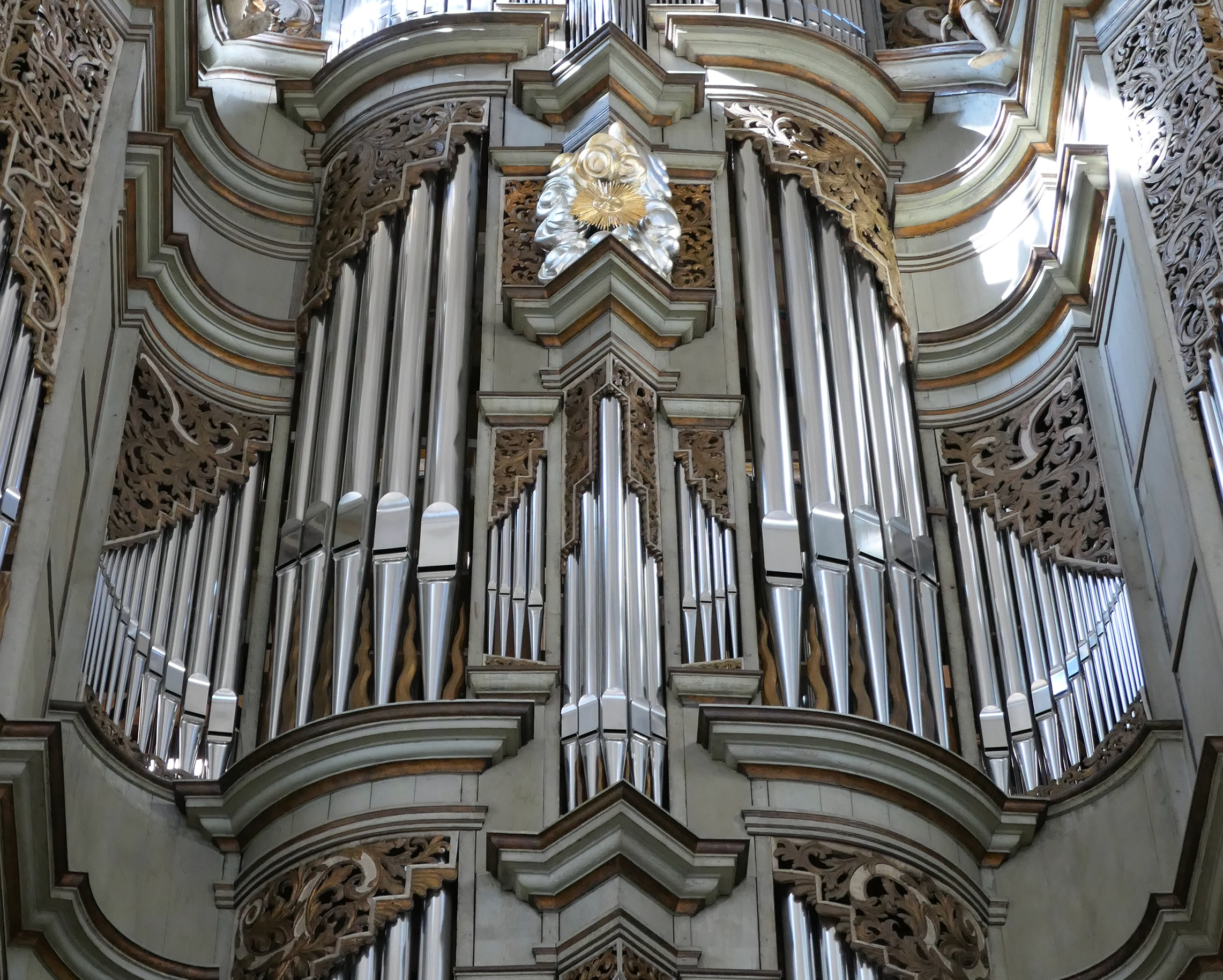
Hauptwerk

Ondanks alle lof, werd het instrument niet beroemd. Volgens Prost kwam dit omdat het voor Bach te ondoorzichtig, voor Mendelssohn te massief en voor Reger te grof was. (D.W. Prost: Stralsunds Orgeln. p.122v)
In 1890 wordt het orgel door Mehmels zoon Paul in de Nieuwe Kamertoon gezet (Wenen 1885: 435 Hz). Tevens verbetert hij de windvoorziening, en voegt hij een motor toe.
Vanaf de Tweede Wereldoorlog raakte het instrument in verval. Bij de opslag van de kast in 1943 bleef het erachter staande instrument ongedocumenteerd in de kerk achter. Het werd geplunderd, en de viermanualige speeltafel werd door vandalen vernield.

## Het orgel van Orgelwerkstatt Wegscheider
In 1999 onderzocht de firma Eule uit Bautzen het Jacobiorgel, en ontdekte dat het technische gedeelte en een derde van het pijpwerk (1000 houten pijpen en tongwerkbekers) behouden was. Daarop werd besloten het Mehmel-orgel te reconstrueren. In 2002 begon men met de restauratie van de kast; de mechaniek en het pijpwerk werden opgeslagen.
In 2017 besloot de ‘Orgelcommissie voor de Herbouw’ echter, om de reconstructie van het Mehmel-orgel op te geven: bij nader inzien was niet 50% maar slechts 16% van het instrument in bruikbare toestand behouden; bovendien waren de verdwenen registers niet gedocumenteerd. Een reconstructie zou een fantasieproduct worden, want qua klank was het instrument verloren gegaan. 
  Men besloot daarom achter het oude front een nieuw hoogbarok orgel te laten bouwen. De opdracht hiervoor werd gegeven aan de firma Wegscheider uit Dresden - die in 2006 het Buchholz-orgel in de Nicolaaskerk en in 2008 het Stellwagen-orgel in de Mariakerk in Stralsund had gerestaureerd en gereconstrueerd.

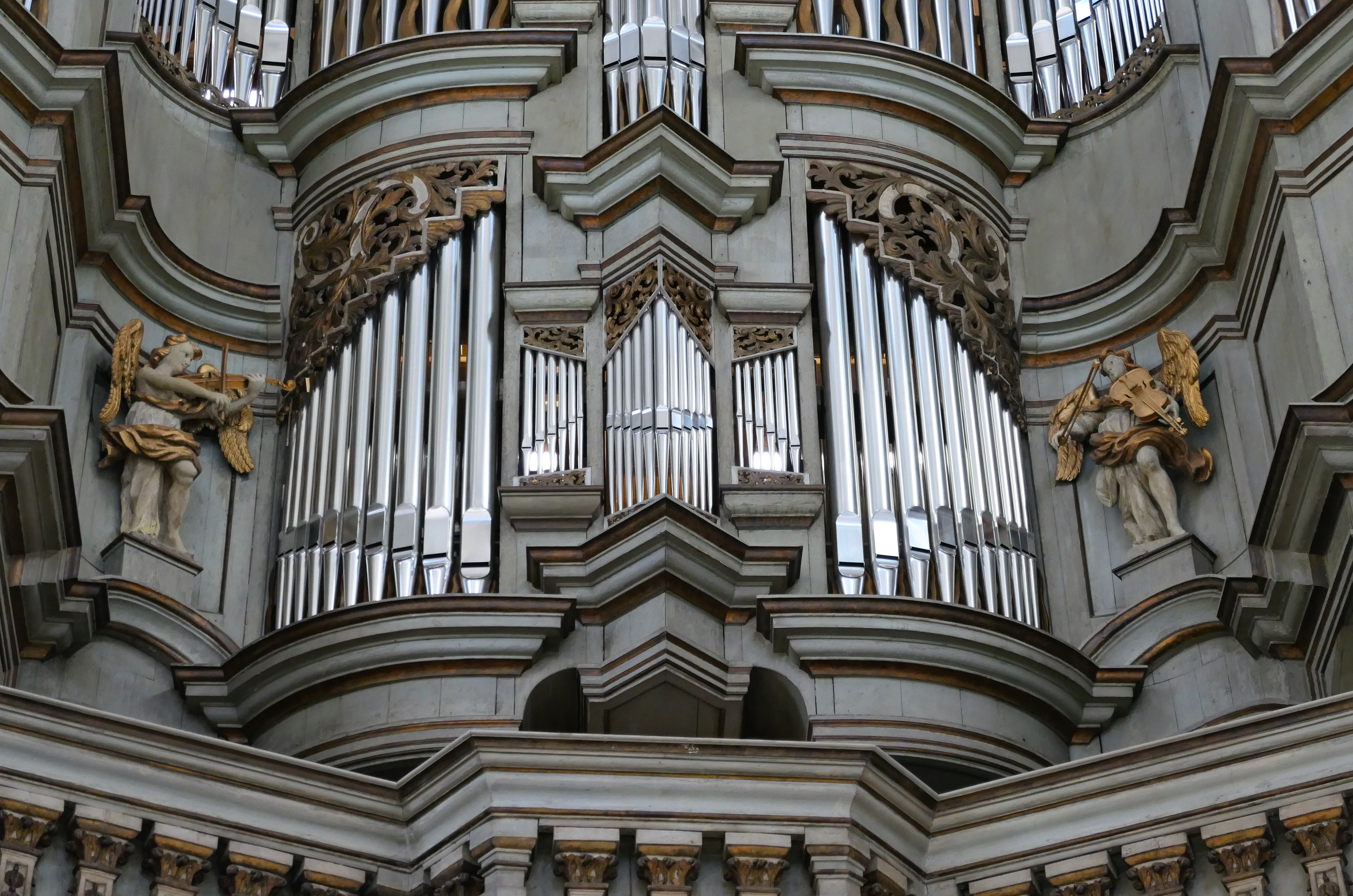
Unterwerk

Bij de nieuwbouw is gebruik gemaakt van de nog bestaande Oberwerklade van 1783 en van de Pedaallade van 1741. Aan de laatste werd een ‘Großpedal’ toegevoegd, bestaande uit drie laden met twee 32-voeten en een 16-voet van Mehmel. De mechaniek van het orgel is aangelegd op grond van resten uit 1741. Stilistisch oriënteert het werk zich aan dat van Richter en Marx uit 1741/83. Het orgel, dat ongeveer 2,4 miljoen euro kostte, is op 19 september 2020 ingewijd.

## Dispositie van het Wegscheider-orgel
Het Wegscheider-orgel beschikt over de volgende registers :
| I Unterwerk CD–f3 |        |
| Principal         | 08′    |
| Gedackt           | 08′    |
| Quintadena        | 08′    |
| Octave            | 04′    |
| Traversflöte      | 04′    |
| Fugara            | 0 4′   |
| Nasard            | 03′    |
| Gemshorn          | 02′    |
| Tertia            | 013⁄5′ |
| Quinta            | 01⁄3′  |
| Mixtur            | 0III   |
| Hautbois          | 08′    |
| Tremulant         |        |

| II Hauptwerk CD–f3 |      |
| Principal          | 016′ |
| Octave             | 08′  |
| Gemshorn           | 08′  |
| Viola di Gamba     | 08′  |
| Rohrflöte          | 08′  |
| Quinta             | 06′  |
| Octave             | 04′  |
| Spitzflöte         | 04′  |
| Quinta             | 03′  |
| Octave             | 02′  |
| Cornett (ab c1)    | 0 V  |
| Mixtur             | 0V   |
| Cimbel             | 0III |
| Trompete           | 016′ |

| III Oberwerk CD–f3 |      |
| Quintadena         | 016′ |
| Principal          | 08′  |
| Flöte              | 08′  |
| Lamento (ab gº)    | 08′  |
| Salicional         | 08′  |
| Octave             | 04′  |
| Gedackt            | 04′  |
| Octave             | 02′  |
| Sesquialtera       | 0II  |
| Mixtur             | 0IV  |
| Trompete           | 08′  |
| Vox Humana         | 08′  |
| Tremulant          |      |

| Pedalwerke C–d1    |       |  |
| Pedalwerk I        |       |  |
| Principal          | 16′   |  |
| Subbass            | 16′   |  |
| Octave             | 08′   |  |
| Bassflöte          | 08′   |  |
| Octave             | 04′   |  |
| Mixtur             | 0V    |  |
| Posaune            | 16′   |  |
| Fagott             | 16′   |  |
| Trompete           | 08′   |  |
| Schalmey           | 04′   |  |
|                    |       |  |
| Pedalwerk II       |       |  |
| [‘Großpedal’-1877] |       |  |
| Principalbass      | 32′   |  |
| Offenbass          | 16′   |  |
| Contraposaune 0    | 32′ 0 |  |

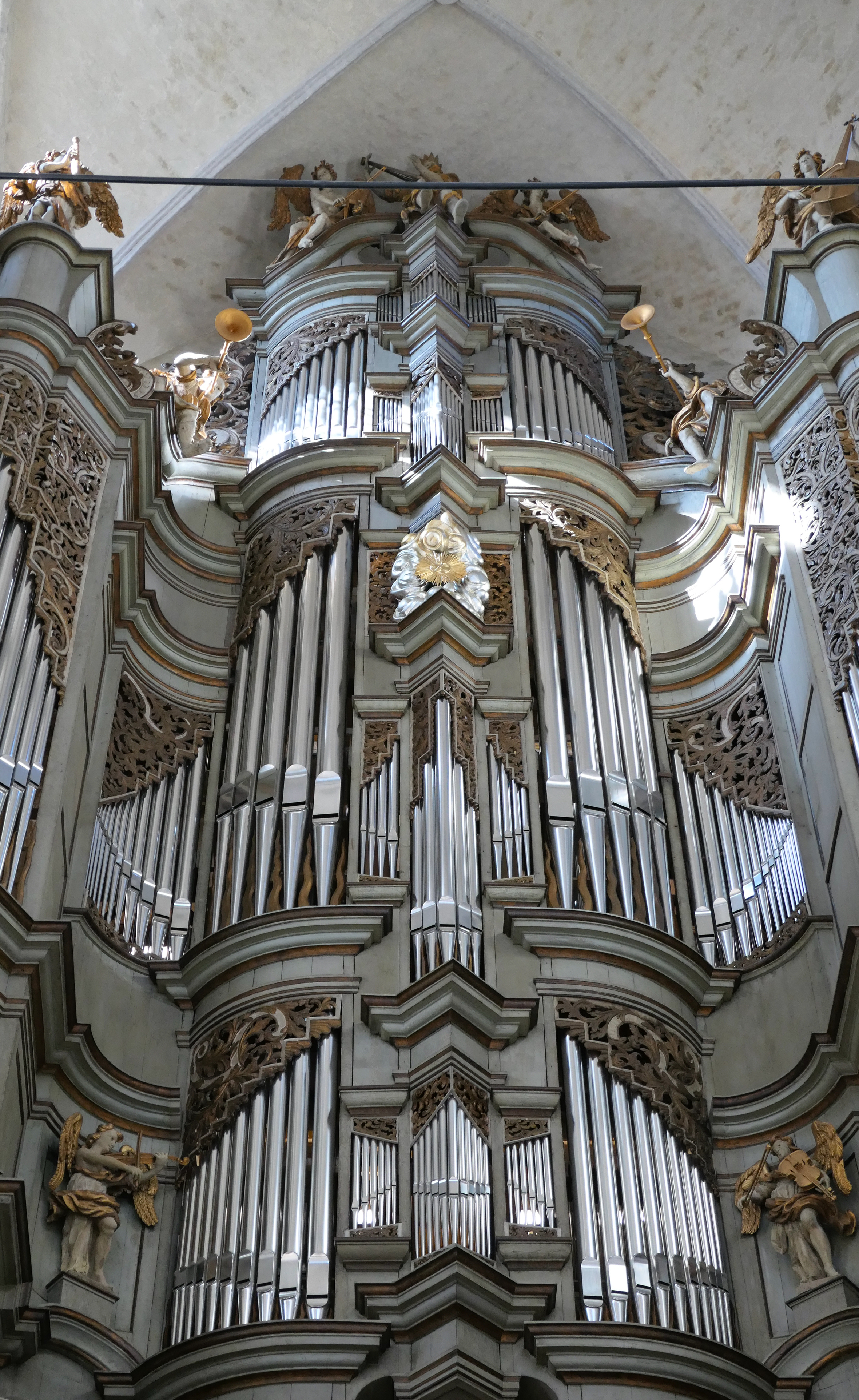

- Schuifkoppels I/II, III/II
Koppel II/P, Koppel Großpedal
- Tremulant, Cimbelster, Pauken.
- Het register „Lamento” op het Oberwerk is een zwevend diskantregister; het werd voor de eerste keer gebouwd in 1757 door Christian Gottlieb Richter in Arensdorf. (R. Eberlein: Orgelregister, ihre Namen und ihre Geschichte. Köln, 2016, p.385)
- Toets- en Registertractuur: Mechanisch
- Windladen: Haupt- en Unterwerk (2020), Oberwerk (1783), Pedalwerk I (1741), Pedalwerk II (1877)
- Toonhoogte: a' = 440 Hz
- Temperatuur: Neidhardt („für eine kleine Stadt”)
- Windverzorging: 6 keilbalgen; 1 magazijnbalg voor het Großpedal
- Winddruk: ?